# Tourrenquets
Tourrenquets is een gemeente in het Franse departement Gers (regio Occitanie) en telt 120 inwoners (2009). De plaats maakt deel uit van het arrondissement Auch.

## Geografie
De oppervlakte van Tourrenquets bedraagt 7,3 km², de bevolkingsdichtheid is dus 16,4 inwoners per km².

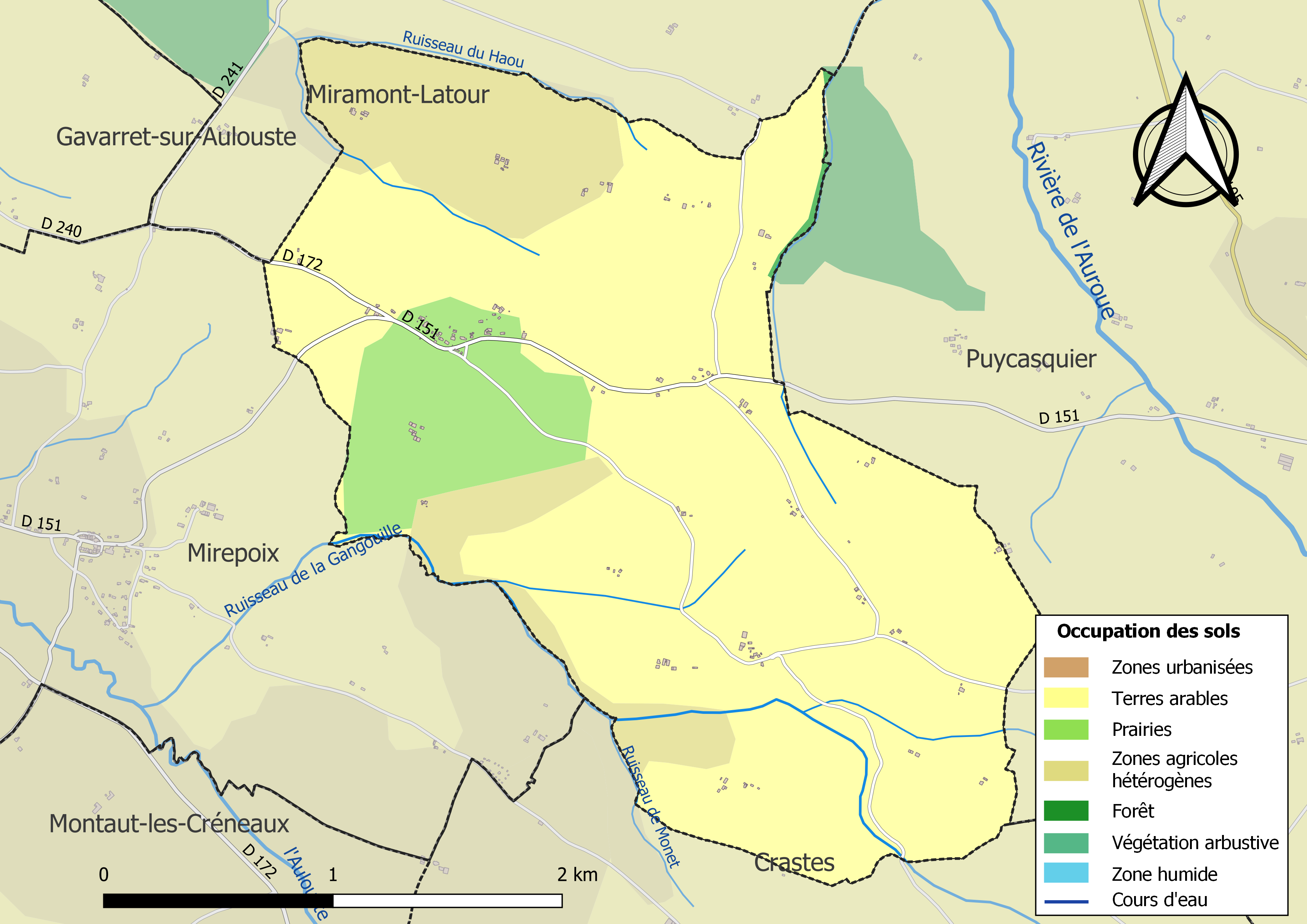
Kaart van de gemeente met belangrijkste infrastructuur, bodemgebruik en omliggende gemeenten

## Demografie
Onderstaande figuur toont het verloop van het inwonertal (bron: INSEE-tellingen).